# Aléxandros Karapános
Aléxandros Karapános (en grec moderne : Αλέξανδρος Καραπάνος ; né en 1873 et décédé en 1946) est un diplomate et un homme politique grec originaire de la région d'Arta.

## Biographie
Fils de l’archéologue et homme politique grec Konstantínos Karapános, il étudie le droit et les sciences politiques à Paris. En 1899, il rejoint le corps diplomatique hellénique et devient ambassadeur durant plusieurs années. Lorsque éclatent les guerres balkaniques, il est nommé conseiller politique et diplomatique de l’armée d’Épire, qui envahit rapidement la région du même nom.
Après la signature du Traité de Florence de 1913, la Grèce doit quitter l’Épire du Nord, qui est remis à la toute nouvelle principauté d’Albanie. Patriote, Aléxandros Karapános s’oppose cependant à ce retrait et gagne Argyrókastro, la principale ville de la région, en février 1914. Là, il rejoint le mouvement autonomiste des Grecs d’Albanie et devient ministre des Affaires étrangères dans la République autonome d'Épire du Nord fondée par son oncle, Geórgios Christákis-Zográfos. Aléxandros Karapános représente alors les autonomistes épirotes dans les négociations avec les représentants des grandes puissances européennes et du prince albanais Guillaume de Wied. Il signe alors avec eux le Protocole de Corfou qui reconnaît l’autonomie de l’Épire du Nord sous souveraineté albanaise. 
L’instabilité politique de l’Albanie ne permet cependant pas l’application du Protocole et la Grèce ne tarde pas à envahir une seconde fois, puis à annexer, la région. Satisfait de cette situation, Aléxandros Karapános se présente aux élections législatives grecque de décembre 1915 et est élu député d’Arta. L’année suivante, il est nommé ministre des Affaires étrangères de la Grèce et conduit des négociations  avec les puissances de la Triple-Entente en vue de faire entrer son pays dans la Grande Guerre. Cependant, les négociations échouent et le gouvernement de Constantin Ier reste neutre.
En 1919, Aléxandros Karapános participle à la Conférence de la Paix de Paris en tant que représentant des Épirotes du Nord. Il échoue toutefois à faire reconnaître la légitimité de l’union de la région au royaume hellène.
En 1920, il est réélu au Parlement hellénique. Après l’échec de la guerre gréco-turque et l’éclatement de la Grande Catastrophe, il s’oppose à la politique menée par les militaires révoltés contre le gouvernement royaliste et refuse l’offre qui lui est faite de devenir Premier ministre.
Aléxandros Karapános poursuit donc sa carrière diplomatique. En 1923, il est envoyé à Rome pour y négocier avec l’Italie à la suite de l'incident de Corfou. En 1928, il redevient ministre des Affaires étrangères de la Grèce, dans le cabinet d’Elefthérios Venizélos (4 juillet 1928-7 juin 1929). Durant cette période, Athènes signe plusieurs traités avec l’Italie et la Yougoslavie.
Aléxandros Karapános est également l'un des fondateurs du journal Elefthero Vima, aujourd’hui connu sous le nom de To Vima, et du magazine Politiki Epitheorisi.